# Fal Frett
 (décembre 2012).
Si vous disposez d'ouvrages ou d'articles de référence ou si vous connaissez des sites web de qualité traitant du thème abordé ici, merci de compléter l'article en donnant les références utiles à sa vérifiabilité et en les liant à la section « Notes et références ».
Fal Frett est l'un des premiers groupes martiniquais de musique créole évolutive, après Marius Cultier et le Liquid Rock d'Alain Jean-Marie.

## Histoire du groupe
Le groupe a été formé en 1976 par Jacky, Alex, et Nicol Bernard avec Bib Monville, Jacky Alpha puis Ralph Thamar. Les frères Bernard en sont restés les seuls piliers, pendant que de nombreux musiciens caribéens se succédaient en son sein : Robin Vautor, Luther François, Philip Paolo, André Woodvine ; il y eut aussi des invités prestigieux, lors de créations ou de concerts initiés par le Centre martiniquais d'action culturelle (CMAC) tels : Dominique Pifarély, Henri Texier, les cordes de Malavoi, Jean-Loup  Longnon, Luc Labonne, Eric Bonheur, Louis Sclavis, Ricardo Izquierdo, Tony Chasseur, Dave Samuels.
À sa création, Fal Frett était considéré comme un groupe de jazz caribéen dynamique; mais Jacky Bernard, le principal compositeur, entendait créer des chansons créoles, tout en laissant une large place aux improvisations et à la création collective; un peu à la manière des standards de jazz.
Fal Frett devint un groupe de référence dans toute la Caraïbe et aussi en France dans la communauté antillaise.[réf. nécessaire] Leurs créations sont restées dans la mémoire caribéenne et sont devenues des standards.
En 1982, le groupe fut la révélation du festival d'Angoulême et de là se sont enchaînées les tournées des festivals de France, Colombie, Côte d'Ivoire, Canada, États-Unis, et surtout de Caraïbe où le groupe, ayant acquis une grande notoriété, continue à se produire.
Le 20 août 2021, Jacky Bernard décède à 69 ans du coronavirus.

### Membres actuels
- Alex Bernard, bassiste et contrebassiste (depuis 1976)
- Nicol Bernard, percussionniste (depuis 1976)

### Anciens membres
- Jacky Bernard, le pianiste, compositeur arrangeur, (de 1976 à 2021), († 2021)

## Discographie
- 1977: Untel
- 1978: In the Wake of the Sunshine
- 1981: Ziriguidum
- 1983: Contemplation Pipiri
- 1984: Cha Pistache
- 1994: Déferlante
- 2001: Live Atrium
- 2002: Bleu Outremer
- 2013: Histoire d'une Vie